# T-Zon
T-Zon (* 4. August 1993 in Swakopmund), bürgerlich Christoph Albrecht Paul Thesen, ist ein namibischer Rap- und Popmusiker deutscher Abstammung (Deutschnamibier) sowie Betreiber des YouTube-Kanals TZON4life.

## Leben
Christoph Thesen wurde in Swakopmund an der namibischen Südatlantikküste geboren. Im Alter von dreizehn Jahren wurde er erstmals auf Rap-Musik aufmerksam gemacht und begann erste eigene Texte zu schreiben. Bei der Auswahl seines Künstlernamens entschied er sich für T-Zon, der phonetischen Schreibweise seines Nachnamens in englischer Aussprache. Ab dem vierzehnten Lebensjahr besuchte er ein deutsches Internat in der namibischen Hauptstadt Windhoek. Während der Schulzeit nahm er einige Mixtapes und Alben auf, die er unter seinen Mitschülern verteilte. Von seinen ersten drei Alben Das Problem, Rap ist Macht und Von ganz unten – The Best of T-Zon 2007–2009 verkaufte T-Zon 300 Einheiten. Nachdem er erste Konzerte gespielt hatte, wuchs seine Popularität in der Musikszene Namibias. Mit einem Auftritt bei dem Namibian Music Award erreichte seine Karriere einen vorläufigen Höhepunkt. 2012 absolvierte Thesen seinen Schulabschluss. Aufgrund der relativ schlechten Ausbildungsmöglichkeiten in dem südafrikanischen Staat entschied er sich anschließend dazu, nach Köln in Deutschland zu ziehen. Dort begann Thesen eine Ausbildung zum Veranstaltungskaufmann.
2012 lernte T-Zon zudem die Musiker Kayef, Liont und Topic kennen, mit denen er im Folgenden zusammenarbeitete. Dabei nutzte er wie die befreundeten Musiker das Videoportal YouTube, um sich der Öffentlichkeit zu präsentieren. Neben der Musik lud er unter anderem auch Video-Blogs hoch. Ende 2012 erschien ein Kollaboalbum mit dem Kwaito-Musiker EES unter dem Titel Da gehn wir zum kostenlosen Herunterladen. Die Texte der Veröffentlichung sind in englischer und deutscher Sprache. In den folgenden zwei Jahren veröffentlichte T-Zon die EPs Einfach machen und Ziemlich beste Freunde und erweiterte seine Reichweite über die sozialen Netzwerke und Youtube. Am 19. Dezember 2014 erschien sein erstes Soloalbum Doppelleben über TZ Records. Auf dem von Topic produziertem Album sind Kayef, Lil Rain, Big Tasty, Lili, Marvin und Spinning9 als Gastmusiker vertreten. Im Vorfeld der Veröffentlichung war bereits das erste Musikvideo zum Song Wir Beide (Akustikversion) erschienen, das bislang über 1,7 Millionen Aufrufe aufweisen kann. Des Weiteren wurden die Stücke Kämpf dich da raus und Nicht ohne dich visuell umgesetzt.
Im April 2015 schloss Thesen seine Ausbildung ab. Anschließend trat er gemeinsam mit Kayef als Haupt-Act bei den Videodays in Berlin auf. Des Weiteren begleitete T-Zon über das gesamte Jahr die Tourneen von Kayef und Liont als Support, sodass er 50 Konzerte und 15 Festivals spielte und damit vor etwa 50.000 Zuschauern auftrat. Im Juli 2015 erhielt er einen Künstlervertrag bei Takeover Music. Über dieses wurde am 10. Juni 2016 sein zweites Album Alles auf Anfang veröffentlicht. Die Aufnahmen waren erneut in Zusammenarbeit mit dem Produzenten Topic im Homestudio in Solingen entstanden. Neben dem Split-Video zu den Songs Intro und Herzschlag erschienen Musikvideos zu den Liedern Geträumt von dir, Nichts gesagt und Vorbild. T-Zon bezeichnete den Stil des Albums als „genreübergreifende Mischung aus klassischem Rap mit modernen Pop-Elementen.“ Alles auf Anfang stieg auf Platz 11 der deutschen und auf Platz 61 der österreichischen Album-Charts ein. Nach einem Auftritt bei dem Musiksender VIVA Deutschland wurde T-Zon die Moderation der Sendung VIVA Top 100 angeboten, die er am 8. Juli 2016 erstmals moderierte. Ab September absolvierte der Musiker eine zwölf Konzerte umfassende Soulotournee.

## Diskografie
| Jahr | Titel Musiklabel | Höchstplatzierung, Gesamtwochen, AuszeichnungChartplatzierungen (Jahr, Titel, Musiklabel, Platzierungen, Wochen, Auszeichnungen, Anmerkungen) | Höchstplatzierung, Gesamtwochen, AuszeichnungChartplatzierungen (Jahr, Titel, Musiklabel, Platzierungen, Wochen, Auszeichnungen, Anmerkungen) | Anmerkungen |
| Jahr | Titel Musiklabel | DE | AT | Anmerkungen |
| ---- | ---------------- | --- | --- | ----------- |
| 2014 | Doppelleben      | — | — |             |
| 2016 | Alles auf Anfang | DE11 (1 Wo.)DE | AT61 (1 Wo.)AT |             |

Sonstige Alben und Mixtapes
- 2008: Das Problem
- 2009: Rap ist Macht

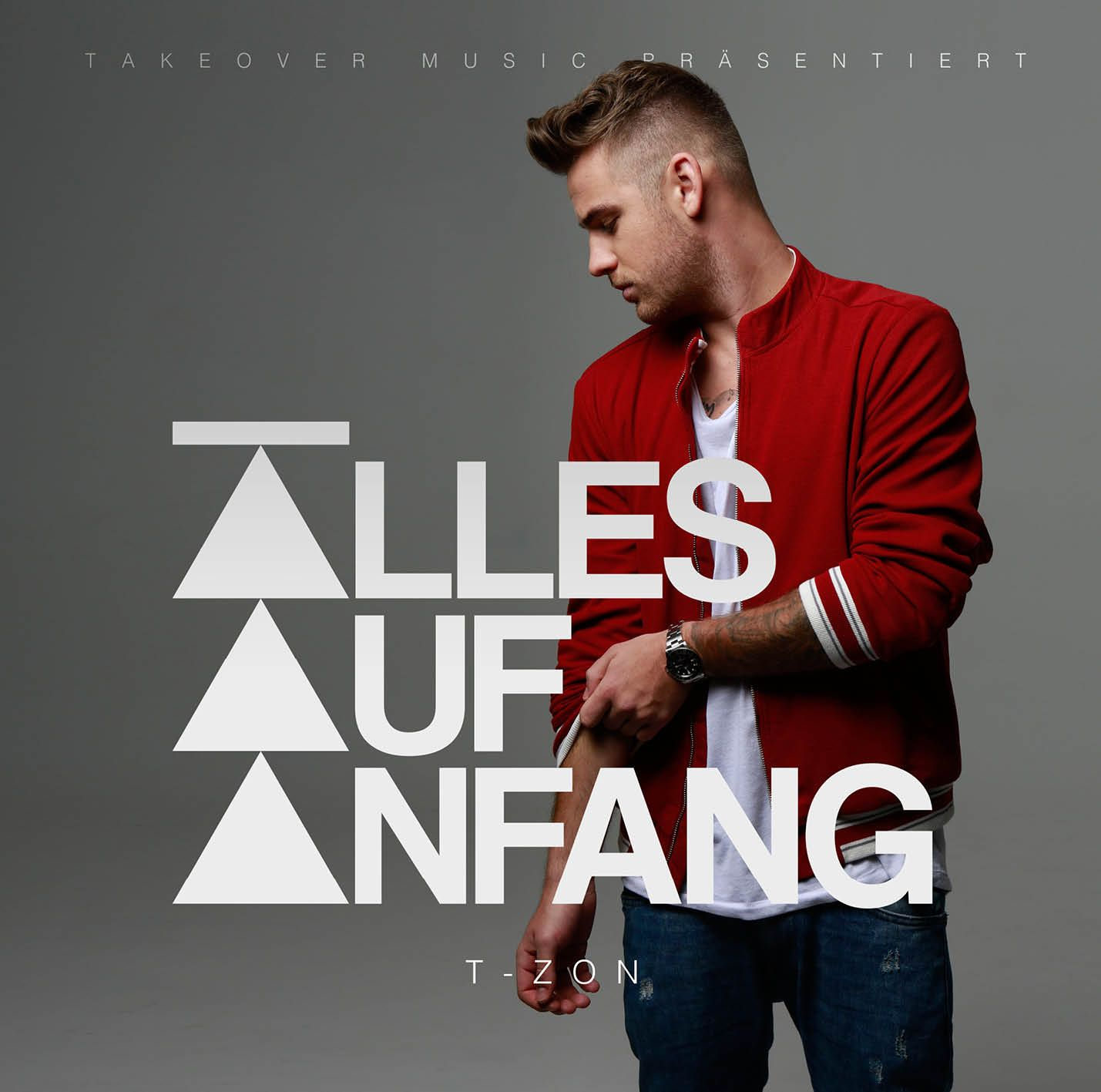
Alles auf Anfang

- 2011: Von ganz unten – The Best of T-Zon 2007–2009
- 2012: Da gehn wir (mit EES)

EPs
- 2013: Einfach machen
- 2013: Ziemlich beste Freunde
- 2019: Friends and Music

Singles
- 2012: 10 Backz (mit EES)
- 2012: Meine Cherrie (mit EES und Liont)
- 2012: Weihnachten
- 2013: Bis zum Schluss (mit Kayef und Fourty Eyez)
- 2013: Du warst so gut (mit Kayef)
- 2013: Nein, nein (mit Lil’ Rain)
- 2013: Carrera in schwarz (16-Bars-Exclusive)
- 2014: Wir beide (Akustikversion) (mit Lili)
- 2014: Immer wenn du da bist (mit Adnan)
- 2014: Dream (mit Lil’ Rain)
- 2014: Fvckwhattheytalk (mit Finity)
- 2014: Wie die Nacht (mit Southalpha)
- 2014: Doppelleben
- 2014: Kämpf dich da raus (mit Marco Minella)
- 2014: Nicht ohne dich
- 2015: Kämpf dich da raus (Akustikversion) (mit Jona Selle)
- 2016: Intro/Herzschlag
- 2017: Unter Wasser
- 2017: Blau
- 2018: Cabrio
- 2019: Bis zum Schluss
- 2019: Ball' all day
- 2019: Ruf nicht an
- 2020: Wie du dich bewegst (mit Lil Rain)